# Zimski puhar
Zimski puhar (znanstveno ime Tulostoma brumale) je gliva iz rodu puharjev (Tulostoma).
Tulostoma izvira iz grške besede τύλος (túlos) = žebelj in στóμα (stóma) = usta ali odprtina in brumale izvira iz latinščine in pomeni zimski.

## Značilnosti
Ima kroglasto glavo z eno odprtino veliko od 0,5—1,5 cm. Je podobna bolj znanim gobam prašnicam (Lycoperdon) le da ima dolg bet.
Trosovnica — gleba — je znotraj klobuka. Na začetku je bele barve, kasneje razpade v rjav trosni prah, ki puha v zrak, ko v glavico udarjajo dežne kaplje.

## Razširjenost in življenjski prostor
Saprofit, raste med mahovi. Razmeroma redka in neopazna.

## Mikroskopske značilnosti
Trosni prah je rjav. Trosi so skoraj okrogli in bradavičasti. Velikost 3,6—3,9 × 4,5—5 µm. Vrste puharjev, ki uspevajo v suhih razmerah imajo gladke trose, tiste, ki imajo raje vlažno okolje pa ornamentirane in bradavičaste.

## Podobne vrste
Obstaja mnogo vrst puharjev. Med tistimi, ki so bili do sedaj odkriti v Sloveniji so:
- resasti puhar (Tulostoma fimbriatum) ima obrobljeno ustje.
- luskati puhar (Tulostoma squamosum) ima temnejši luskast bet.

## Uporabnost
Neužiten.

## Galerija slik
- Rastišče v mahu
- Trosnjak
- Trosi